# St. Vitus (Tafertshofen)

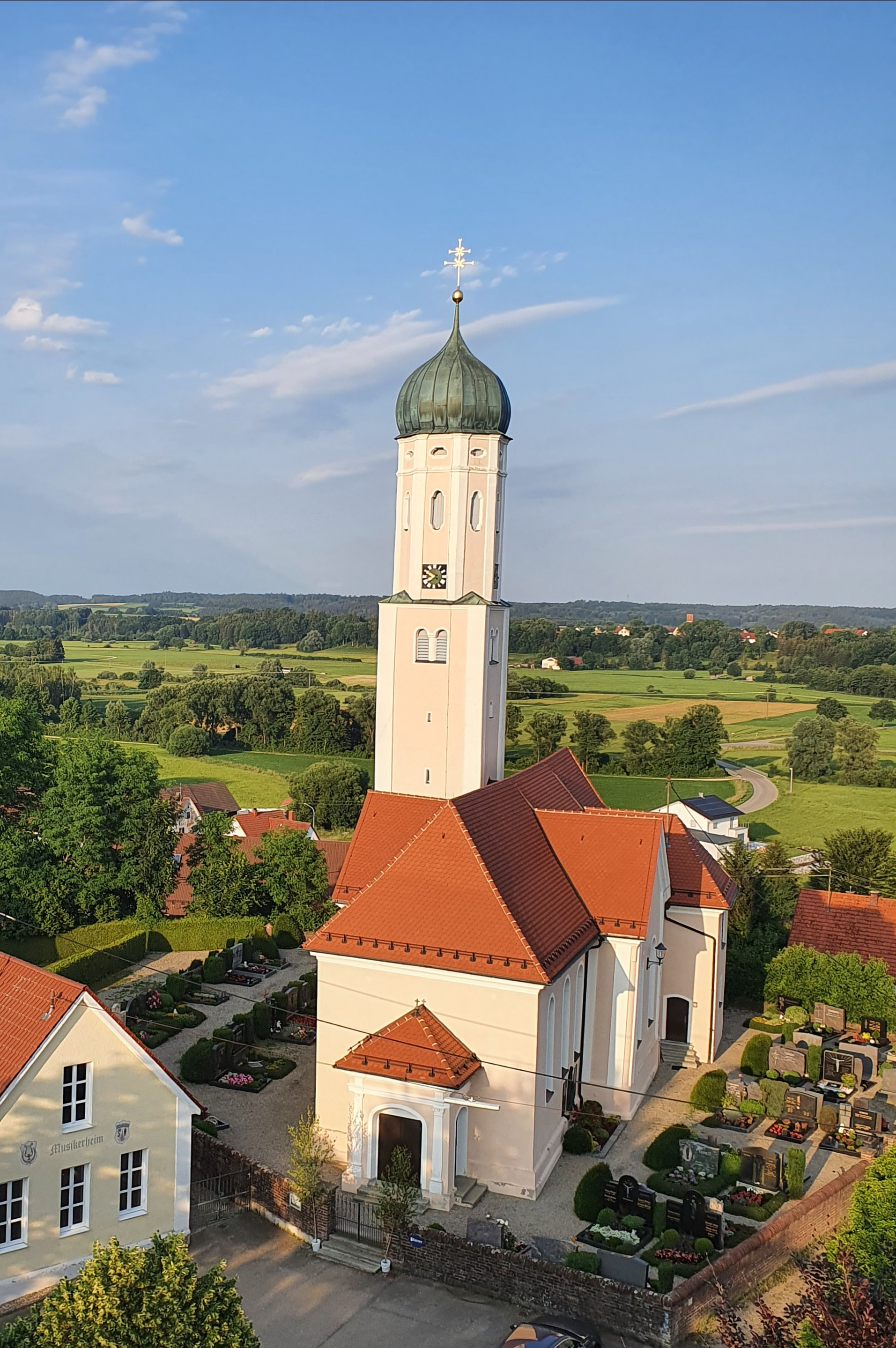
Kirche St. Vitus in Tafertshofen

Die katholische Pfarrkirche St. Vitus befindet sich in Tafertshofen, einem Gemeindeteil von Kettershausen im Landkreis Unterallgäu in Bayern. Die Kirche steht unter Denkmalschutz.

## Geschichte
Die Kirche galt früher als Sommerresidenz-Kirche des Klosters Roggenburg.
Der älteste noch vorhandene Baubestandteil der Kirche ist der Unterbau des Kirchturmes und die Umfassungsmauern des Chores aus der Zeit um 1500. Die obere Teil des Kirchturmes wurde 1710 erneuert. Die Kirche wurde 1727 in Richtung Westen verlängert. Eine Umgestaltung durch Jakob Jehle fand 1772 statt. Im Zuge der Umgestaltung wurden die beiden östlichen Langhausachsen durch Seitenkapellen, vergrößert.

## Baubeschreibung
Die Kirche ist ein Saalbau. Über Pilastergliederung mit niedriger Voute befindet sich eine Flachdecke. Die Flachdecke überspannt auch die Kapellenanbauten im Norden und Süden. An der Westseite befindet sich eine tiefe Empore. An das Langhaus schließt sich der wenig eingezogene Chor mit dreiseitigem Schluss an. Der Chor ist leicht aus der Achse nach Süden verschoben. Im Chor befindet sich eine korbbogige Flachtonne. Der Kirchturm befindet sich an der Nordseite. Im unteren Bereich ist der Turm quadratisch darüber oktogonal. Gedeckt ist der Kirchturm mit einer Zwiebelhaube.

## Ausstattung
Das Fresko über der Empore wurde 1801 von Konrad Huber geschaffen. Die Bilder an der Unterseite der Empore stammen von 1865, ebenso die Bilder in den Querarmen. Dargestellt ist Ecclesia, Maria mit einem Einhorn, sowie Christus. Sämtliche andere Deckenfresken wurden 1892 von Augustin Müller-Warth geschaffen. Im Chor ist das Martyrium des Hl. Vitus dargestellt. Umgeben ist das Fresko von Abbildungen der Evangelisten. Das Fresko im Langhaus zeigt den Hl. Vitus wie dieser mit Modestus und Crescentia aus dem Vaterhaus flieht.
Die Ausstattung der Kirche ist im Neurokoko gehalten und stammt von 1892 bis 1895. Die beiden Seitenaltäre und die Kanzel stammen von Georg Saumweber. Der Taufstein stammt aus dem frühen 16. Jahrhundert. Aus dem Umkreis Konrad Hubers stammt der Kreuzweg aus dem 19. Jahrhundert. Die Büsten der 14 Nothelfer auf Metallreliefs sind von 1759 von Johann Wilhelm Fleischmann. Das Kruzifix in Lebensgröße stammt aus dem frühen 16. Jahrhundert.